# Polycentropus yuecelcaglari
Polycentropus yuecelcaglari là một loài Trichoptera trong họ Polycentropodidae. Chúng phân bố ở miền Cổ bắc.